# Аксьоновська сільська рада
Аксьо́новська сільська рада (рос. Аксёновский сельский совет) — муніципальне утворення у складі Альшеєвського району Башкортостану, Росія. Адміністративний центр — село Аксьоново.

## Населення
Населення — 2296 осіб (2019, 2519 в 2010, 2852 в 2002).

## Склад
До складу поселення входять такі населені пункти:
| Населений пункт          | Населення, осіб (2002) | Населення, осіб (2010) |
| ------------------------ | ---------------------- | ---------------------- |
| Аксьоново, село          | 1134                   | 1047                   |
| Андріановка, присілок    | 85                     | 53                     |
| Бікчагул, присілок       | 91                     | 114                    |
| Кайракли, село           | 264                    | 186                    |
| Кім, село                | 958                    | 878                    |
| Роз'їзда Гайни, присілок | 11                     | 0                      |
| Ханжарово, присілок      | 253                    | 226                    |
| Ярабайкуль, присілок     | 29                     | 15                     |